# Le Jeune Patriote
Le Jeune Patriote, pubblicato dall'Union de la jeunesse républicaine de France (UJRF), era inizialmente un giornale militante legato ad alcuni movimenti di resistenza comunista che pubblicava anche alcuni fumetti. Tra il 1942 e il 1945 sono stati pubblicati in totale 42 numeri (una prima serie di 12, seguita da una seconda serie di 30).
La prima serie è sotto forma di opuscoli ciclostilati. Sul sito di BnF Gallica sono presenti solo 6 numeri, l'ultimo dei quali consultabile è il numero di Marzo 1944, ma non è provato che siano stati solo 12. Il numero 1 della seconda serie inizia il 13 ottobre 1944. Il 1º giugno 1945, il numero 31 de Le Jeune Patriote assunse il titolo di Vaillant con il sottotitolo "Le Jeune Patriote", sempre quindicinale e sotto la bandiera dell'Union de la jeunesse républicaine de France (UJRF).

## Storia
All'inizio la redazione si trovava al 19 di rue Saint-Georges a Parigi, nel IX arrondissement.
Il direttore provvisorio era Denis Bord. Il consiglio di amministrazione comprendeva personalità dell'epoca : Rol-Tanguy, Ginette Cros, Julien Bertheau, André Ambroise. Gli unici illustratori dell'epoca erano: E. Georg, Cheg D'Avon, Vincent Guignebert
Questa rivista fu pubblicata in due periodi diversi:
Durante il primo periodo, dal 1942 al 1944 nel periodo dell'occupazione militare tedesca della Francia, furono pubblicati 12 numeri, numerati da 1 a 12.
Il numero 1 è datato gennaio 1942. Si compone di sole due pagine scritte in modo approssimativo con una macchina da scrivere dell'epoca. I titoli dei vari articoli possono sembrare piuttosto lontani dagli interessi dei giovani lettori: "Hitler in ritirata su tutti i fronti", "100 nuovi ostaggi uccisi", "Notizie dall'URSS". Poi, a intervalli più o meno regolari, furono stampati altri 11 numeri, anch'essi di due pagine ciascuno, fino al numero 12, datato luglio 1944. Questi 12 numeri, sui quali non è indicato il prezzo di vendita, furono diffusi clandestinamente dai gruppi di resistenza. Per visionare alcuni di questi documenti si veda il sito BnF Gallica della Biblioteca nazionale di Francia.
La prima serie è sotto forma di opuscoli. Sul sito BnF Gallica sono riportati solo 6 numeri, l'ultimo dei quali è consultabile è il numero 12 del 14 luglio 1944, ma non è provato che siano stati solo 12. Perché il primo numero della seconda serie iniziò il 13 ottobre 1944.
Durante il secondo periodo, il giornale uscì dalla clandestinità e, tra il 13 ottobre 1944 e il maggio 1945, furono pubblicati altri 30 numeri stampati nelle rotative della tipografia Raymond Seguin di Parigi. Va notato, tuttavia, che la numerazione ricomincia da 1: infatti, il numero che avrebbe dovuto essere il 13 è stato infine pubblicato come numero 1. Questi 30 numeri avevano 8 pagine ciascuno e venivano venduti a 3 franchi.